# Progonia fonteialis
Progonia fonteialis là một loài bướm đêm trong họ Noctuidae.